# Alexander Stepanowitsch Popow

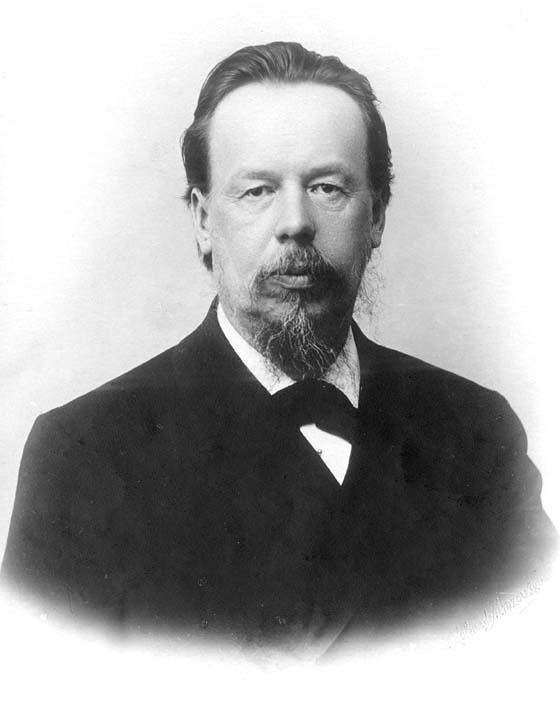
Alexander Popow

Alexander Stepanowitsch Popow (russisch Александр Степанович Попов, wiss. Transliteration Aleksandr Stepanovič Popov; * 4. Märzjul. / 16. März 1859greg. in Turjinskije Rudniki, Gouvernement Perm; † 31. Dezember 1905jul. / 13. Januar 1906greg. in Sankt Petersburg) war ein russischer Physiker, Pionier der Funktechnik und Amateurfunk-Pionier.

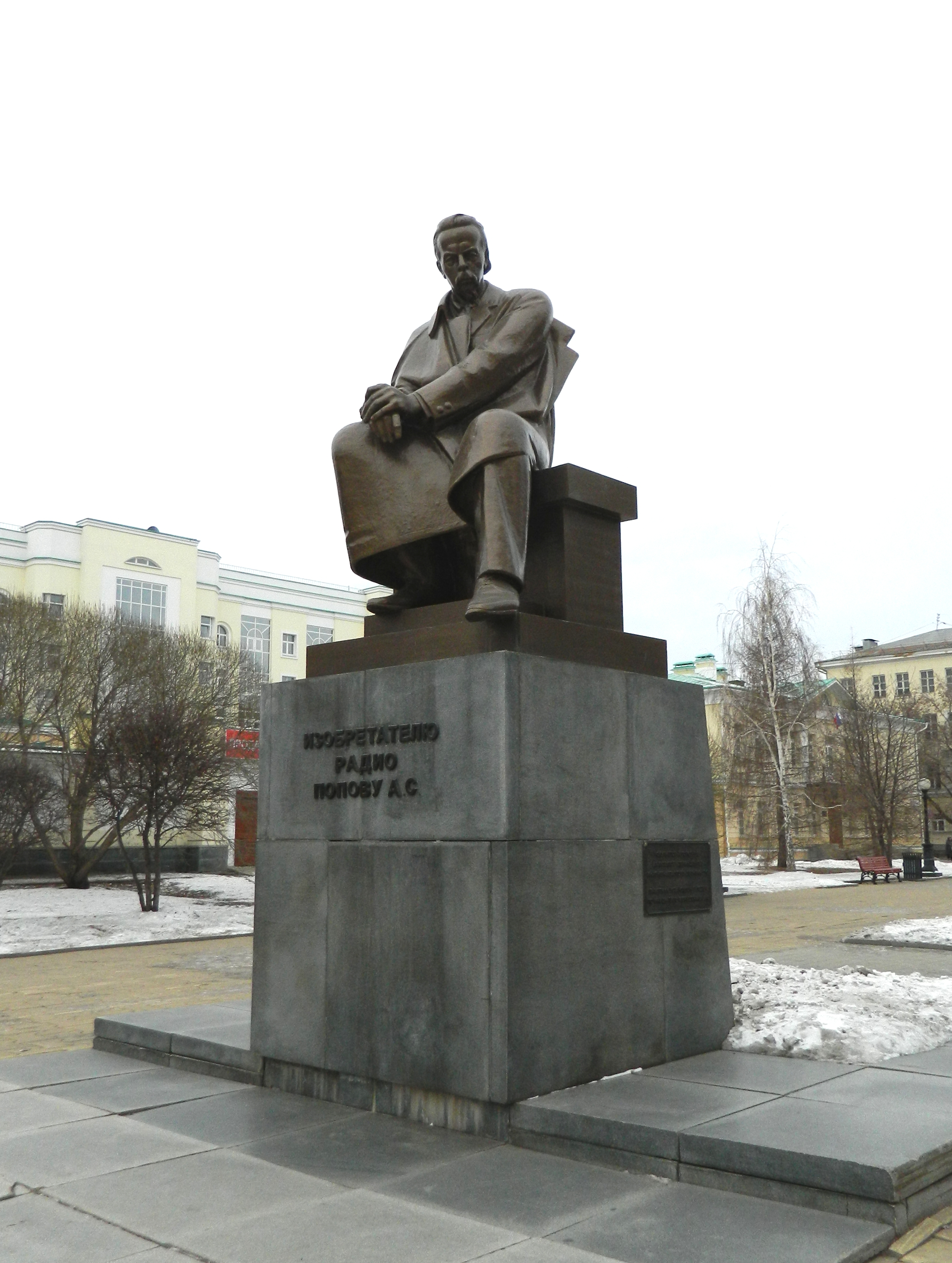
Denkmal Für den Erfinder des Radios Popow A.S. in Jekaterinburg

## Leben

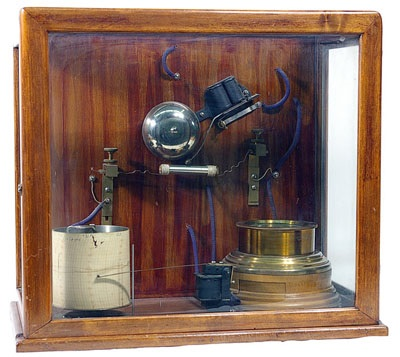
Detektionsgerät von Popow für Blitzentladungen, 1895

Als Sohn eines Geistlichen studierte Popow zunächst am Theologischen Seminar in Perm. Im Jahre 1882 absolvierte er die Fakultät für Physik und Mathematik an der Sankt Petersburger Universität. Ab den späten 1880er-Jahren begann Popow mit seiner Forschungsarbeit an der Ausbreitung, Polarisation, Reflexion und Brechung elektromagnetischer Wellen. Am 7. Mai 1895 schilderte er auf einem Treffen der Russischen Akademie der Wissenschaften, damals in Sankt Petersburg, seine Versuche über den Empfang elektrischer Schwingungen, die von natürlichen Blitzentladungen bei Gewittern rührten, und führte erstmals in der Welt ein Detektionsgerät dafür vor. Dabei benutze er erstmals eine Antenne und verbesserte den zu der Zeit bereits bekannten Kohärer.
Im Januar 1896 veröffentlichte Popow im Journal der Russischen Gesellschaft für Physik und Chemie einen Artikel unter dem Titel „Gerät zur Aufspürung und Registrierung elektrischer Schwingungen“, in dem er das Schema und eine detaillierte Beschreibung eines Funkempfängers lieferte. Eine erfolgreiche praktische Umsetzung des Geräts bewies, dass es tatsächlich elektromagnetische Wellen aus der Atmosphäre, primär Blitzentladungen bei Gewittern, auffangen konnte.
Am 24. März 1896 demonstrierte er die drahtlose Übertragung von Signalen über eine Distanz von etwa 250 m und sendete und empfing damit das erste Funktelegramm. Der Text besteht aus zwei Wörtern: „ГЕНРИХ ГЕРTЦ“ (Heinrich Hertz). Ab 1901 leitete Popow den Lehrstuhl für Physik am Sankt Petersburger Elektrotechnischen Institut, im Jahr 1905 wurde er Direktor des Instituts.
Im Juni 1896 patentierte der Italiener Guglielmo Marconi in England eine Erfindung, die das Schema des zuvor in der Publikation Popows veröffentlichten Empfangsgerätes wiederholte. Diese Aktion bewog den russischen Wissenschaftler zu einer Reihe von Stellungnahmen in der russischen und der internationalen Presse, in denen er sein Prioritätsrecht verteidigte. Im Gegensatz zu Marconi verabsäumte Popow aber die Patentierung seiner Erfindung. Er wurde dafür auf dem Pariser Elektrotechnischen Kongress im Jahr 1900 geehrt; im öffentlichen Bewusstsein gilt Marconi wegen seines frühen Patents als Erfinder der Funktelegrafie.
Im Sommer 1897 vergrößerte Popow die Übertragungsstrecke. Mit Mitteln des Marine-Ministeriums wurden neue Geräte hergestellt und eine Kommunikationsreichweite von fünf Kilometern erreicht. Die ersten russischen Arbeiten an der Funktelegrafie, die zunächst vor allem eine militärische Bedeutung hatten, wurden geheim durchgeführt. Die dabei entdeckte Eigenschaft der Reflexion von Radiowellen an Gegenständen, speziell an metallischen Schiffen, lieferte die Grundlage für die spätere Radartechnik.
In den Jahren 1898 und 1899 leitete Popow die Experimente an der Ostsee und am Schwarzen Meer und entwickelte eine Methode zur Umwandlung der empfangenen Radiowellen in Schallsignale (davor konnten sie nur auf Papier aufgezeichnet werden). Im Jahr 1900 betrug die Kommunikationsreichweite bereits 112 Kilometer.
Alexander Popow wurde auf dem Wolkowo-Friedhof beigesetzt. Der Asteroid des inneren Hauptgürtels (3074) Popov ist nach ihm benannt, ebenso der Mondkrater Popov.

## Darstellung in der Sowjetunion

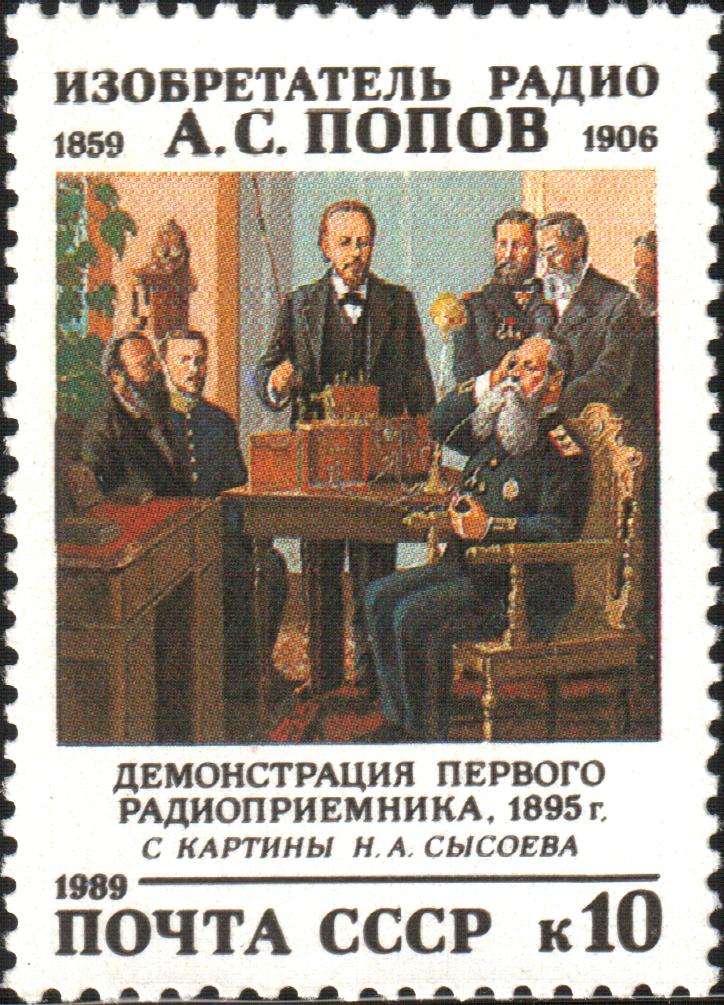
Sowjetische Briefmarke von 1989 anlässlich des 130. Geburtstags Popows als „Erfinder des Radios“

Lange nach Popows Tod und nach dem Zweiten Weltkrieg wurde 1945 in der Sowjetunion der 7. Mai zum „Tag des Radios“ erklärt. Die Wahl des Datums folgte dem Umstand, dass Popow am 7. Mai 1895 der Russischen Akademie der Wissenschaften seine Empfangsversuche von Blitzentladungen erstmals präsentierte und der 7. Mai 1945 der 50. Jahrestag dieses Ereignisses war. Der nach 1945 einsetzende Ost-West-Konflikt trug dazu bei, dass der russische Physiker Popow in der Sowjetunion, auch aus propagandistischen Motiven heraus, als Erfinder des Radios gilt und in dieser Darstellung verehrt wird.